# Courthézon
Courthézon är en kommun i departementet Vaucluse i regionen Provence-Alpes-Côte d'Azur i sydöstra Frankrike. Kommunen ligger i kantonen Bédarrides som tillhör arrondissementet Avignon. År 2022 hade Courthézon 6 245 invånare.

## Befolkningsutveckling
Antalet invånare i kommunen Courthézon
| Referens: INSEE |